# Montord
Montord é uma comuna francesa na região administrativa de Auvérnia-Ródano-Alpes, no departamento Allier. Estende-se por uma área de 4,43 km². Em 2010 a comuna tinha 216 habitantes (densidade: 48,8 hab./km²).